# Pankovo
Pankovo es un pueblo ubicado en la municipalidad de Petrovac, en el distrito de Braničevo, Serbia.

## Superficie
Posee una superficie de 5,880 kilómetros cuadrados.

## Demografía
Hasta 2011 la población era de 370 habitantes, con una densidad de población de 62,93 habitantes por kilómetro cuadrado.